# Lucien Gamblin
Lucien "Lulu" Gamblin (Ivry-sur-Seine, 22 de juliol de 1890 - París, 30 d'agost de 1972) fou un futbolista francès de les dècades de 1910 i 1920.
Passà la major part de la seva carrera al Red Star FC amb qui guanyà tres copes els anys 1921 a 1923. També fou internacional amb França.
Un cop retirat del futbol esdevingué periodista als diaris L'Auto i France Football.